# Galiléia
Galiléia là một đô thị thuộc bang Minas Gerais, Brasil. Đô thị này có diện tích 721,317 km², dân số năm 2007 là 7302 người, mật độ 9,3 người/km².